# Ford Courier (Australia)
Ford Courier – samochód dostawczy typu pickup klasy średniej produkowany pod amerykańską marką Ford w latach 1985 – 2007.

## Pierwsza generacja

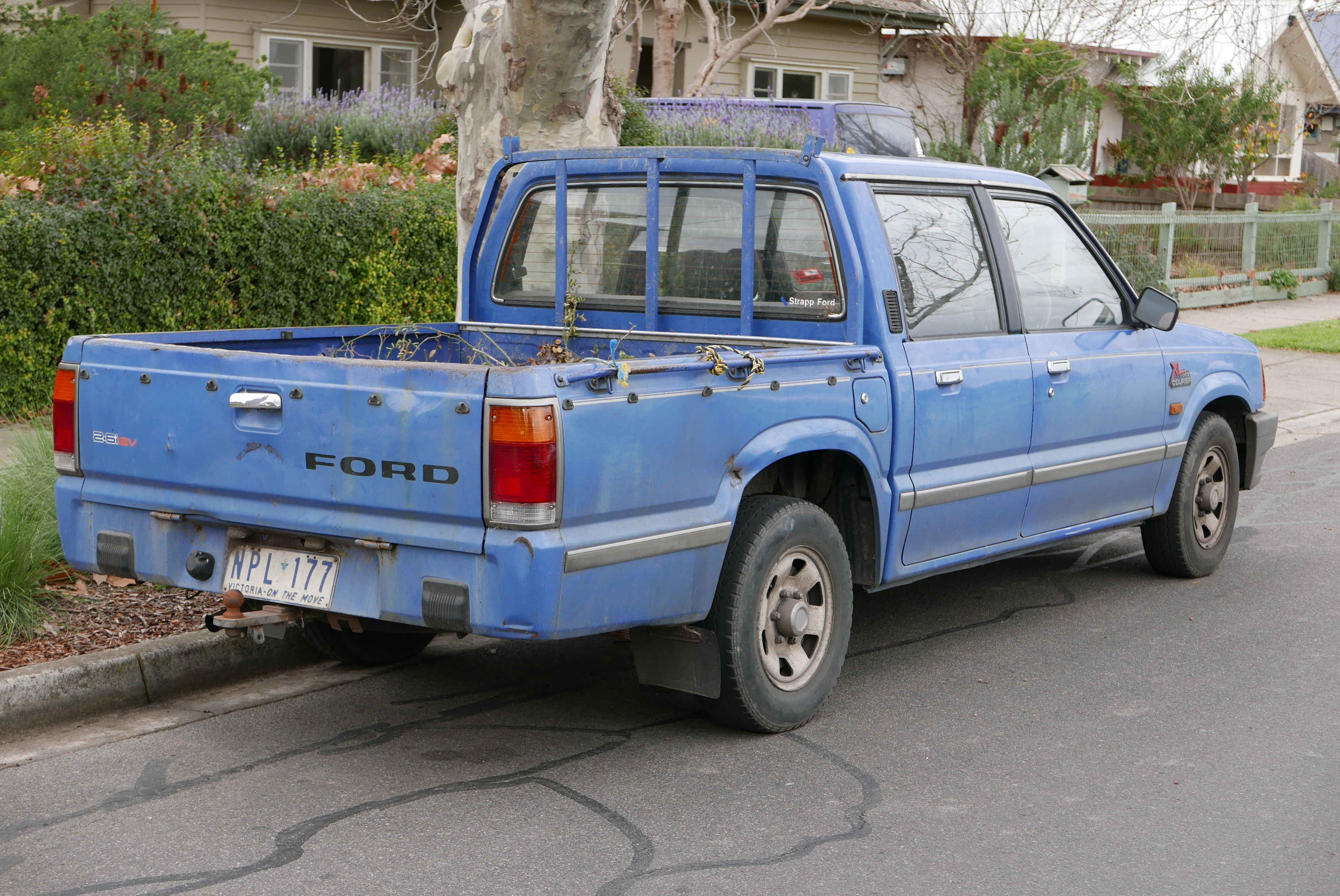
Ford Courier I - tył

Ford Courier I został zaprezentowany po raz pierwszy w 1985 roku.
W 1985 roku australijski oddział Forda w ramach zacieśnionej w latach 80. współpracy z Mazdą, zdecydował się rozbudować lokalną ofertę modelową o bliźniaczą konstrukcję wobec pickupa B-Series. W ten sposób powstała lokalny model Courier, będący użytkowym pickupem średniej wielkości oferowanym w różnych wariantach długości kabiny. Na bazie australijskiego Couriera I opracowano też dużego SUV-a o nazwie Raider.

### Silniki

#### Benzynowe
- L4 2.0L FE
- L4 2.2L F2
- L4 2.6L G54B
- L4 2.6L G6

#### Wysokoprężne
- L4 2.5L WL-T

## Druga generacja

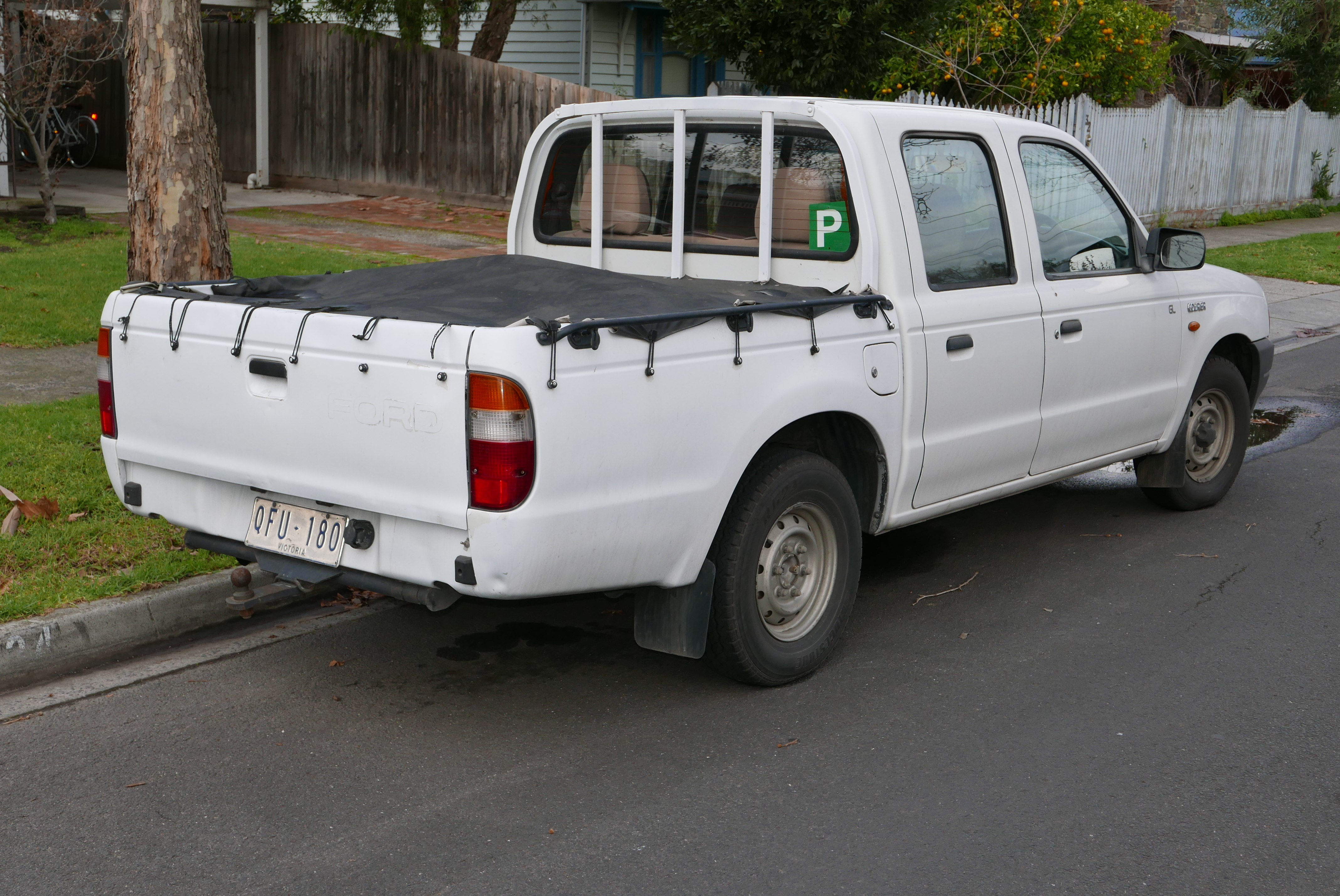
Ford Courier II - tył

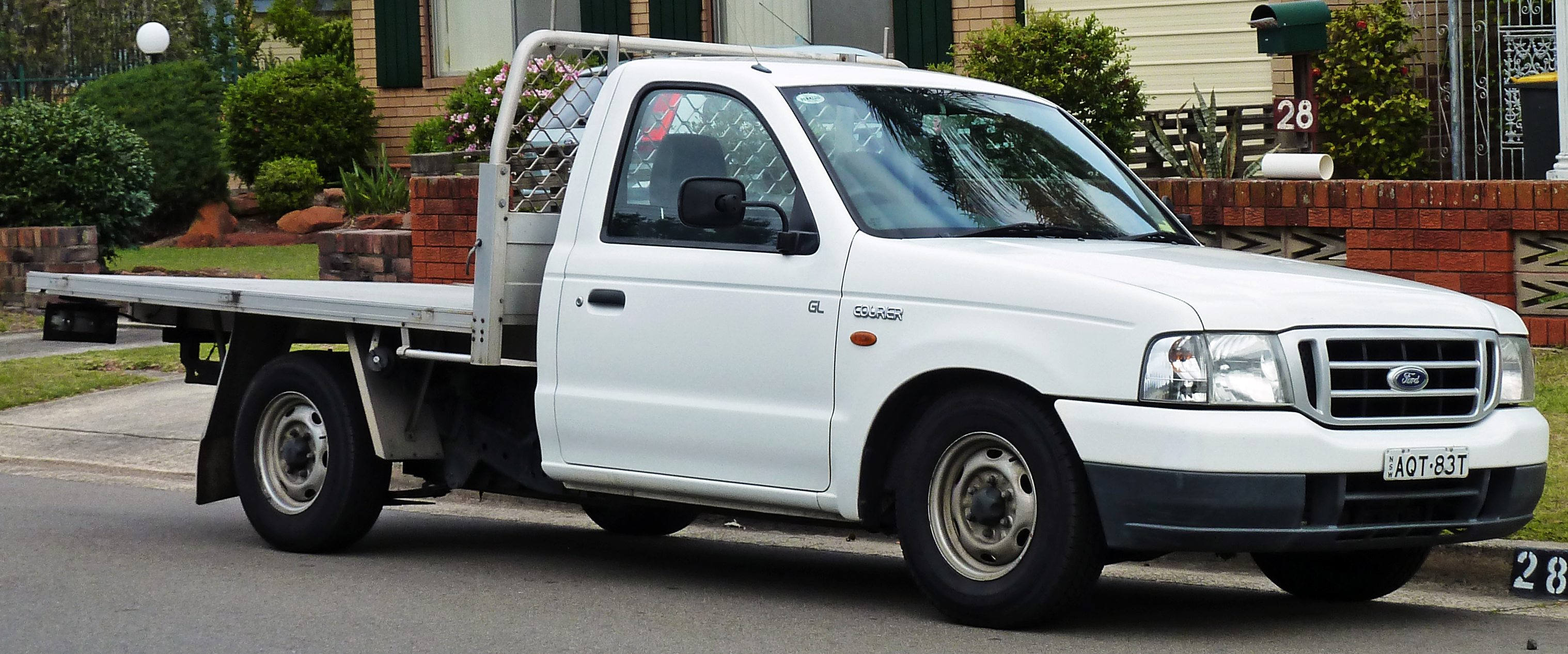
Ford Courier II po liftingu

Ford Courier II został zaprezentowany po raz pierwszy w 1998 roku.
Po 13 latach produkcji, australijski oddział Forda zdecydował się zaprezentować drugą generację Couriera. Tym razem samochód uzupełnił ofertę przedstawionego w tym samym roku modelu Ranger, pełniąc funkcję dostawczo-użytkowej odmiany. Różnice polegały głównie na wyposażeniu - Courier II miał wyraźnie uboższe wyposażenie, ale i był tańszy. Produkcja trwała do 2007 roku, kiedy to użytkową odmianę Rangera zdecydowano się włączyć do jego oferty przy okazji prezentacji nowego wcielenia.

### Silniki

#### Benzynowe
- L4 2.2L F2
- L4 2.6L G6E

#### Wysokoprężne
- L4 2.5L WL
- L4 2.5L WL-T
- L4 2.9L W9